# Aerobús (sistema de transporte)

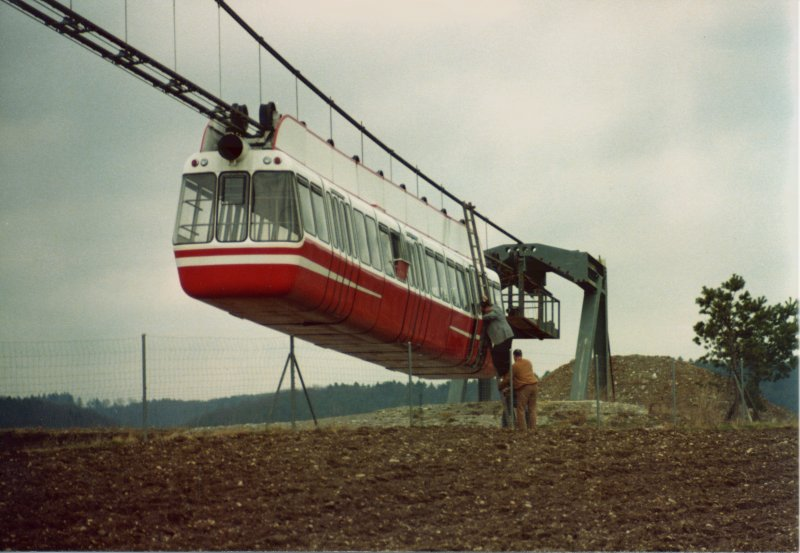
Instalación de Pruebas del Aerobús en Dietlikon, Suiza en 1975

Es un sistema de transporte aéreo constituido por cabinas tipo-autobús que se mueve por una serie de cables o rieles ligeros suspendidos entre torres, este sistema es autopropulsado y no depende de un cable que lo mueva como en el caso del Teleférico.   La disposición de los cables se ven de forma de puente colgante, permitiendo tramos de hasta 600 metros entre torres, también se puede mover por un sistema rígido como lo hace el Monorriel suspendido.  El sistema Aerobús se inventó durante la década de 1970 por Gerhard Mueller, de la empresa GMD Mueller en Suiza. Las patentes de Aerobús son propiedad de Aerobus International Ltd, con sede en Houston (Texas).